# Alfredo Marceneiro
Alfredo Rodrigo Duarte Silva Tavares, noto anche con lo pseudonimo di Marceneiro (Lisbona, 25 febbraio 1891 – Lisbona, 26 giugno 1982), è stato un cantante e compositore portoghese.
Alfredo Marceneiro è considerato un creatore di stile e come tale ha composto canzoni che oggi sono dei fados classici. Il suo modo di cantare ha dato origine ad un genere definito Fado Marcha Alfredo Marceneiro, dal titolo della sua prima composizione "Marcha do Alfredo Marceneiro".
Com tua voz sem igual,

Vibra em ti a alma lusa,

Fala por ti, Portugal!...»
(Alvaro do Amaral Netto)

## Biografia
Alfredo Marceneiro nacque nella freguesia di Santa Isabel a Lisbona e ricevette il nome di battesimo di Alfredo Rodrigo Duarte.
La sua famiglia proveniva da Cadaval e dopo la morte del padre dovette abbandonare la scuola. Iniziò a lavorare come apprendista in una legatoria per aiutare madre e fratelli. 
Fin da giovane aveva avuto una grande attrazione per la recitazione e la musica: aveva iniziato a cantare il fado e improvvisandone i testi. Nel 1924 vinse la medaglia d'argento in una competizione di fado a Lisbona. Il 3 gennaio 1948 fu consacrato al Café Luso come il re del Fado.